# Torsten Eriksson
Gustav Torsten Eriksson, född 2 december 1906 i Härnösand, död 6 februari 1977 i Riyadh i Saudiarabien, var en svensk ämbetsman, generaldirektör och författare av flera kriminologiska verk.
Torsten Eriksson avlade juris kandidatexamen 1930 i Stockholm och blev 1937 amanuens i Fångvårdsstyrelsen, och aktuarie 1941. År 1943 kom han till Socialstyrelsen som skyddshemsinspektör och utsågs samma år till byråchef. Han stannade på den posten till 1960 då han utnämndes till generaldirektör i Fångvårdsstyrelsen (senare Kriminalvårdsstyrelsen). Han avgick från denna tjänst 1970 och var därefter verksam som FN-expert till sin död. 
Vid sidan av de ordinarie tjänsterna hade Torsten Eriksson flera uppdrag som ledamot av skyddshemsutredningen 1943–1945, CSA:s styrelse 1946–1953, centralstyrelsen för Rädda barnen från 1950, kriminalstatistikutredningen samt strafflagsberedningen. Han var 1953–1955 ordförande i fångvårdens organisationskommitté, 1954–1957 ledamot av fångvårdsbyggnadsutredningen samt ledamot av 1956 års eftervårdsutredning.
Eriksson var son till tapetserare Gustav Ferdinand Eriksson och Emma Christina Lidmark och gifte sig 1933 med riksdagsledamoten Nancy Eriksson (s). De hade tre barn: Birgitta Bergmark (1934-1999), Henrik Eriksson (1942-2017) och Hélène Gladsaxe (född 1945).